# María de la Paz Hiriart
María de la Paz Hiriart Morán (Recoleta, 24 de enero de 1955) es una profesora y política chilena, que se desempeñó entre 2010 y 2014 como delegada provincial de Santiago. 
Además ejerció como concejala de Lo Barnechea y Vitacura, representando al partido Unión Demócrata Independiente (UDI).

## Biografía
Es profesora. Madre del exdiputado Felipe de Mussy.
Fue concejal de las comunas de Lo Barnechea y Vitacura, representando al partido Unión Demócrata Independiente (UDI).
El 11 de marzo de 2010 fue designada por el presidente Sebastián Piñera como delegada de la provincia de Santiago, cargo que ostentó hasta igual fecha del año 2014.